# Lawrence Holland

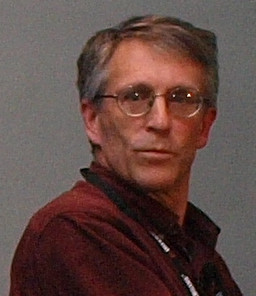
Lawrence Holland, GDC 2010

Lawrence „Larry“ Holland ist ein amerikanischer Computerspieleentwicklern. IGN zählt ihn zu den bedeutendsten Spieleentwicklern. Bekannt ist er für die Star Wars: X-Wing Computerspiele.

## Leben
Lawrence Holland schloss er sein Studium der Anthropologie und prähistorischen Archäologie an der Cornell University ab. Daraufhin nahm er in Afrika, Europa, Indien und den Vereinigten Staaten an archäologischen Expeditionen teil. Er zog nach Kalifornien, um dort einer Doktorarbeit in Archäologie anzufangen. Durch einen Mitbewohner kam er mit Computern und Videospielen in Berührung. Das Programmieren lernte er autodidaktisch. Anstelle einer Promotion begann er stattdessen eine Karriere in der Spieleentwicklung. Sein erster Job als Spieleentwickler begann bei HesWare. Später arbeitete LucasFilm Games bei Portierungen zu, ohne dort direkt angestellt zu sein. 1994 gründete er Micro Imagery später Peregrine Software, die unter der Umfirmierung Totally Games bekannt wurden. Nach deren Schließung war er CCO von Asylum Labs, die sich auf soziale Casinospiele konzentrierten.

## Ludografie
Für den ersten Teil von The Bard’s Tale programmierte er die Musik für Commodore 64 und Apple II. Sein erstes Spiel für LucasFilm Games und der erste Simulationstitel von LucasFilm war PHM Pegasus. Weitere frühe Werke waren historische Flugsimulationen Battlehawks 1942, Their Finest Hour: The Battle of Britain und Secret Weapons of the Luftwaffe, welche von Totally Games entwickelt und LucasFilm Games vertrieben wurden. Da sich George Lucas bei seinen Star Wars Filmen an Luftgefechten während des Zweiten Weltkriegs orientierte, wurde Holland mit Weltraumsimulatoren beauftragt, nachdem Lucasfilm, die Videospielrechte zurückerlangte. Das erste Spiel Star Wars: X-Wing erschien 1993 nach anderthalb Jahren Arbeitszeit ebenfalls wieder mit anspruchsvoller Simulationsausrichtung. Aufgrund des Erfolges erschien schon 1994 mit Star Wars: TIE Fighter ein Nachfolger mit Rollentausch. Mit Star Wars: X-Wing Alliance schuf er seinen letzten Teil der Serie. Für Activision entwickelte er das ebenfalls simulationslastige Star Trek: Bridge Commander. Spätere Titel von ihm sind Secret Weapons Over Normandy oder das weniger erfolgreiche Alien Syndrome (2007). Unter seiner Leitung entwickelte Totally Games Handyspiele für Disney und arbeitete an Serious Games für Cisco Systems.